# Ester i Brunnsparken

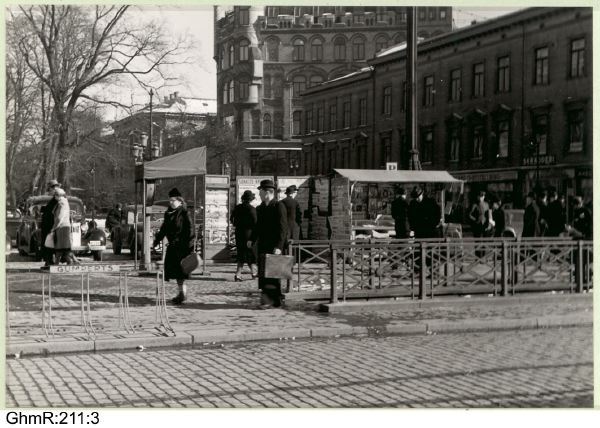
Ester Anderssons tidningsstånd till höger på bilden.

Ester Juliana Andersson, i folkmun kallad Ester i Brunnsparken, född 24 april 1896 i Göteborgs domkyrkoförsamling i Göteborg, död 17 februari 1962 i Göteborgs domkyrkoförsamling, var en tidningsförsäljare som var välkänd för de flesta göteborgare under de cirka 50 år hon sålde tidningar i Brunnsparken. Hon var bosatt vid Norra Liden 9. Huset där hon hade bott revs omkring 1955.
Redan som barn hjälpte hon sin mor Josefina att sälja tidningar och runt 1910–1915 var hon lite av en kändis bland alla de göteborgare som rörde sig i Brunnsparken, som redan då var en av Göteborgs största knutpunkter för spårvagnar och bussar. Dåtidens spårvagnar hade öppna plattformar och lilla Ester sprang snabbt omkring mellan kunderna och upp på bussar och spårvagnar för att sälja tidningar. De flesta hade jämna pengar, så försäljningen gick snabbt och smidigt, och hon kunde hoppa av innan vagnen eller bussen lämnade Brunnsparken.
Hon sålde tidningar i alla väder, från tidig morgon till sen kväll. När hennes mor dog skötte Ester försäljningen på egen hand. På den tiden hade hon inget skjul, utan tidningarna låg på trälämmar som pallats upp, och vid snö eller dåligt väder täckte hon över tidningsbuntarna med säckar. Hon ansökte flera gånger om att få sälja från en liten kur, men fick avslag gång på gång. 1944 fick hon till slut tillstånd att sätta upp en kiosk, men det betonades att tillståndet var personligt. Kiosken byggdes mellan trapporna ner till "kabinettet", Brunnsparkens underjordiska toalett. Även efter att kiosken byggts föredrog Ester att stå utomhus, då hon helst mötte sina kunder på trottoaren. Verksamheten utvecklades till en stor rörelse och kiosken sålde i stort sett alla svenska tidningar, samt många utländska, såsom Berlingske Tidende, New York Times, Pravda och även pinuptidningar.
När Ester Andersson dog i februari 1962 sörjdes hon av många, och hyllades i samtliga göteborgstidningar. En tidning skrev vid hennes bortgång: "Hon blev en symbol för småstaden Göteborg". Dödsboet ville behålla kiosken och försäljningsrätten, men polismyndigheten sa nej och hänvisade till att tillståndet var personligt. De menade också, att kiosken skymde sikten, och att gångtrafiken över platsen skulle bli för livlig. Sedan i april 1957 fanns dessutom en Pressbyråkiosk på Södra Hamngatan, bara ett femtiotal meter bort. Esters kiosk tömdes och användes som Högerpartiets valstuga i landstingsvalet 1962 innan den revs i oktober samma år.